# Victoria Louise van Pruisen

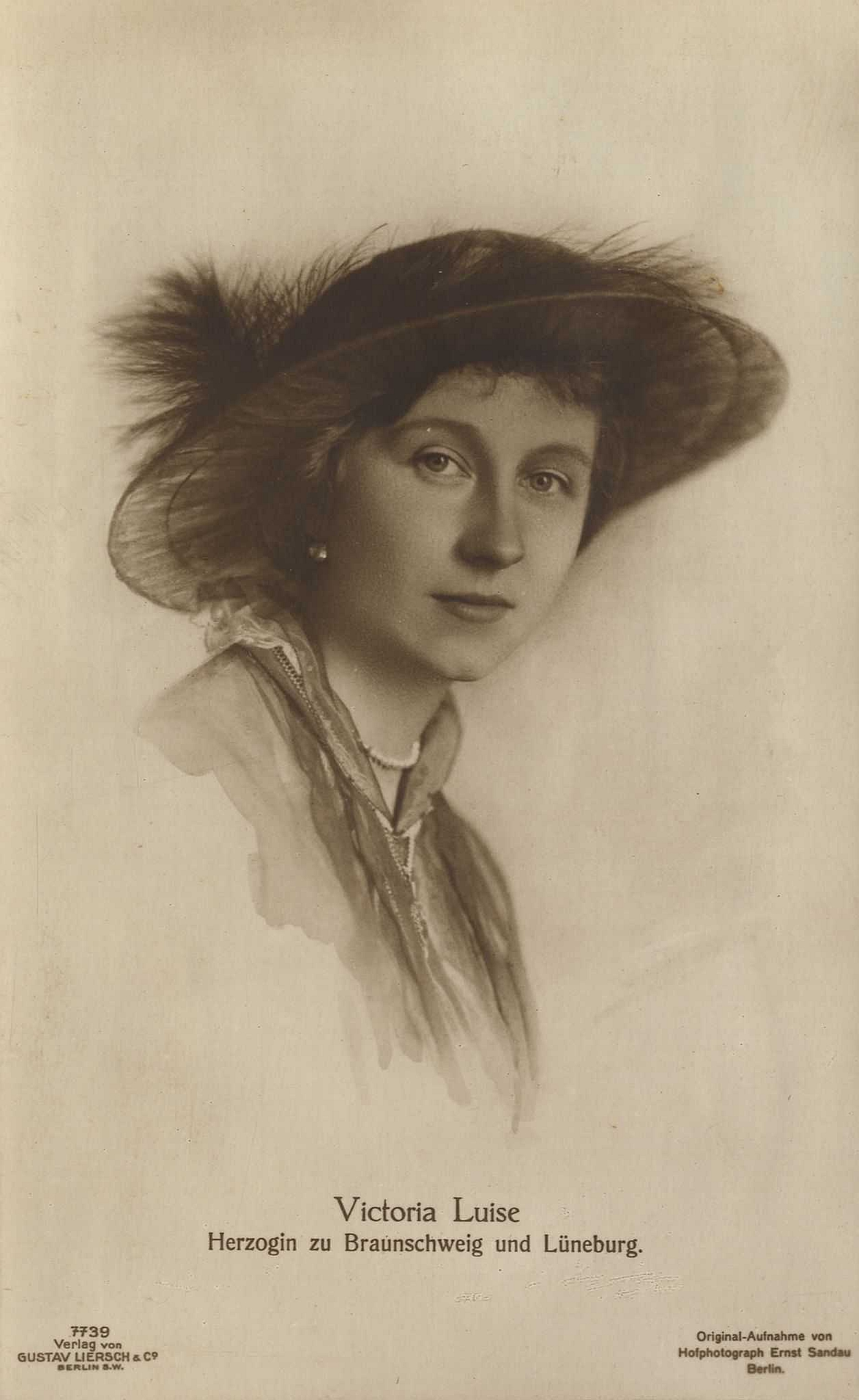
Prinses Victoria Louise van Pruisen, hertogin van Brunswijk

Victoria Louise Adelheid Mathilde Charlotte, Hertogin van Brunswijk-Lüneburg, Prinses van Pruisen, Koninklijke Hoogheid, (Potsdam, 13 september 1892 — Hannover, 11 december 1980) was het zevende kind en de enige dochter van de Duitse keizer Wilhelm II en keizerin Augusta Victoria.
Zij huwde met Ernst August (III) van Hannover die na 1913 regerend hertog van Brunswijk werd. Gedurende de Novemberrevolutie van 1918 werd hij afgezet en kwam er een einde aan de monarchie in Brunswijk. Het paar was reeds tijdens de Eerste Wereldoorlog op de vlucht geslagen (onder meer naar Oostenrijk). Na de oorlog vestigden zij zich in Slot Marienburg bij Hannover.
Aldaar legde zij zich, na de dood van haar man in 1953 vooral toe op het schrijven van boeken over haar eigen leven en de tijd van het wilhelminische Duitsland. Na een conflict met haar zoon Ernst August van Hannover in 1954 verliet zij Slot Marienburg en vestigde zich elders in Hannover, alwaar zij ook werd begraven.

## Huwelijk en kinderen
Op 24 mei 1913 trouwde zij met Ernst August (III) van Hannover. Het huwelijk werd ook bijgewoond door de Britse koning George V en de Russische tsaar Nicolaas II. Het zou de laatste keer zijn dat de drie koninklijke neven -  Wilhelm, George en Nicolaas - elkaar zouden zien. 
Victoria Louise en Ernst August kregen de volgende kinderen:
- Ernst August (18 maart 1914 - 9 december 1987)
- George Willem Ernst August Frederik Axel (25 maart 1915 - 8 januari 2006)
- Frederika Louise Thyra Victoria Margaretha Sophie Olga Cecilia Isabella Christa (18 april 1917 - 6 februari 1981); gehuwd met koning Paul I van Griekenland
- Christiaan Oscar Ernst August Willem Victor George (1 september 1919 - 10 december 1981)
- Welf Hendrik Ernst August George Christiaan Berthold Frederik Willem Louis Ferdinand (11 maart 1923 - 12 juli 1998)

## Kwartierstaat
| Wilhelm I van Duitsland (1797-1888) | Wilhelm I van Duitsland (1797-1888) | Wilhelm I van Duitsland (1797-1888) | Wilhelm I van Duitsland (1797-1888) | Wilhelm I van Duitsland (1797-1888)  | Wilhelm I van Duitsland (1797-1888)  | Augusta van Saksen-Weimar-Eisenach (1811-1890) | Augusta van Saksen-Weimar-Eisenach (1811-1890) | Augusta van Saksen-Weimar-Eisenach (1811-1890) | Augusta van Saksen-Weimar-Eisenach (1811-1890) | Augusta van Saksen-Weimar-Eisenach (1811-1890) | Augusta van Saksen-Weimar-Eisenach (1811-1890) |                                        |                                        | Albert van Saksen-Coburg en Gotha (1819-1861) | Albert van Saksen-Coburg en Gotha (1819-1861) | Albert van Saksen-Coburg en Gotha (1819-1861)   | Albert van Saksen-Coburg en Gotha (1819-1861)   | Albert van Saksen-Coburg en Gotha (1819-1861)   | Albert van Saksen-Coburg en Gotha (1819-1861)   | Victoria van het Verenigd Koninkrijk (1819-1901) | Victoria van het Verenigd Koninkrijk (1819-1901) | Victoria van het Verenigd Koninkrijk (1819-1901) | Victoria van het Verenigd Koninkrijk (1819-1901) | Victoria van het Verenigd Koninkrijk (1819-1901) | Victoria van het Verenigd Koninkrijk (1819-1901) |                                        |                                        | Christiaan van Sleeswijk-Holstein-Sonderburg-Augustenburg (1798-1869) | Christiaan van Sleeswijk-Holstein-Sonderburg-Augustenburg (1798-1869) | Christiaan van Sleeswijk-Holstein-Sonderburg-Augustenburg (1798-1869) | Christiaan van Sleeswijk-Holstein-Sonderburg-Augustenburg (1798-1869) | Christiaan van Sleeswijk-Holstein-Sonderburg-Augustenburg (1798-1869) | Christiaan van Sleeswijk-Holstein-Sonderburg-Augustenburg (1798-1869) | Lovisa-Sophie Daneskjold-Samsöe (1796–1867)                         | Lovisa-Sophie Daneskjold-Samsöe (1796–1867)                         | Lovisa-Sophie Daneskjold-Samsöe (1796–1867)                         | Lovisa-Sophie Daneskjold-Samsöe (1796–1867)                         | Lovisa-Sophie Daneskjold-Samsöe (1796–1867)                                 | Lovisa-Sophie Daneskjold-Samsöe (1796–1867)                                 |                                                                             |                                                                             | Ernst Christiaan van Hohenlohe-Langenburg (1794-1860)                       | Ernst Christiaan van Hohenlohe-Langenburg (1794-1860)                       | Ernst Christiaan van Hohenlohe-Langenburg (1794-1860) | Ernst Christiaan van Hohenlohe-Langenburg (1794-1860) | Ernst Christiaan van Hohenlohe-Langenburg (1794-1860) | Ernst Christiaan van Hohenlohe-Langenburg (1794-1860) | Feodora van Leiningen (1807-1872)             | Feodora van Leiningen (1807-1872)             | Feodora van Leiningen (1807-1872)       | Feodora van Leiningen (1807-1872)       | Feodora van Leiningen (1807-1872)       | Feodora van Leiningen (1807-1872)       |  |  |  |  |  |  |  |  |  |  |  |  |  |  |  |  |  |  |  |  |  |  |  |  |  |  |  |  |  |  |  |  |  |  |  |  |  |  |  |  |  |  |  |  |  |  |  |  |
| Wilhelm I van Duitsland (1797-1888) | Wilhelm I van Duitsland (1797-1888) | Wilhelm I van Duitsland (1797-1888) | Wilhelm I van Duitsland (1797-1888) | Wilhelm I van Duitsland (1797-1888)  | Wilhelm I van Duitsland (1797-1888)  | Augusta van Saksen-Weimar-Eisenach (1811-1890) | Augusta van Saksen-Weimar-Eisenach (1811-1890) | Augusta van Saksen-Weimar-Eisenach (1811-1890) | Augusta van Saksen-Weimar-Eisenach (1811-1890) | Augusta van Saksen-Weimar-Eisenach (1811-1890) | Augusta van Saksen-Weimar-Eisenach (1811-1890) |                                        |                                        | Albert van Saksen-Coburg en Gotha (1819-1861) | Albert van Saksen-Coburg en Gotha (1819-1861) | Albert van Saksen-Coburg en Gotha (1819-1861)   | Albert van Saksen-Coburg en Gotha (1819-1861)   | Albert van Saksen-Coburg en Gotha (1819-1861)   | Albert van Saksen-Coburg en Gotha (1819-1861)   | Victoria van het Verenigd Koninkrijk (1819-1901) | Victoria van het Verenigd Koninkrijk (1819-1901) | Victoria van het Verenigd Koninkrijk (1819-1901) | Victoria van het Verenigd Koninkrijk (1819-1901) | Victoria van het Verenigd Koninkrijk (1819-1901) | Victoria van het Verenigd Koninkrijk (1819-1901) |                                        |                                        | Christiaan van Sleeswijk-Holstein-Sonderburg-Augustenburg (1798-1869) | Christiaan van Sleeswijk-Holstein-Sonderburg-Augustenburg (1798-1869) | Christiaan van Sleeswijk-Holstein-Sonderburg-Augustenburg (1798-1869) | Christiaan van Sleeswijk-Holstein-Sonderburg-Augustenburg (1798-1869) | Christiaan van Sleeswijk-Holstein-Sonderburg-Augustenburg (1798-1869) | Christiaan van Sleeswijk-Holstein-Sonderburg-Augustenburg (1798-1869) | Lovisa-Sophie Daneskjold-Samsöe (1796–1867)                         | Lovisa-Sophie Daneskjold-Samsöe (1796–1867)                         | Lovisa-Sophie Daneskjold-Samsöe (1796–1867)                         | Lovisa-Sophie Daneskjold-Samsöe (1796–1867)                         | Lovisa-Sophie Daneskjold-Samsöe (1796–1867)                                 | Lovisa-Sophie Daneskjold-Samsöe (1796–1867)                                 |                                                                             |                                                                             | Ernst Christiaan van Hohenlohe-Langenburg (1794-1860)                       | Ernst Christiaan van Hohenlohe-Langenburg (1794-1860)                       | Ernst Christiaan van Hohenlohe-Langenburg (1794-1860) | Ernst Christiaan van Hohenlohe-Langenburg (1794-1860) | Ernst Christiaan van Hohenlohe-Langenburg (1794-1860) | Ernst Christiaan van Hohenlohe-Langenburg (1794-1860) | Feodora van Leiningen (1807-1872)             | Feodora van Leiningen (1807-1872)             | Feodora van Leiningen (1807-1872)       | Feodora van Leiningen (1807-1872)       | Feodora van Leiningen (1807-1872)       | Feodora van Leiningen (1807-1872)       |  |  |  |  |  |  |  |  |  |  |  |  |  |  |  |  |  |  |  |  |  |  |  |  |  |  |  |  |  |  |  |  |  |  |  |  |  |  |  |  |  |  |  |  |  |  |  |  |
|                                     |                                     |                                     |                                     |                                      |                                      |                                                |                                                |                                                |                                                |                                                |                                                |                                        |                                        |                                               |                                               |                                                 |                                                 |                                                 |                                                 |                                                  |                                                  |                                                  |                                                  |                                                  |                                                  |                                        |                                        |                                                                       |                                                                       |                                                                       |                                                                       |                                                                       |                                                                       |                                                                     |                                                                     |                                                                     |                                                                     |                                                                             |                                                                             |                                                                             |                                                                             |                                                                             |                                                                             |                                                       |                                                       |                                                       |                                                       |                                               |                                               |                                         |                                         |                                         |                                         |  |  |  |  |  |  |  |  |  |  |  |  |  |  |  |  |  |  |  |  |  |  |  |  |  |  |  |  |  |  |  |  |  |  |  |  |  |  |  |  |  |  |  |  |  |  |  |  |
|                                     |                                     |                                     |                                     | Frederik III van Pruisen (1831-1888) | Frederik III van Pruisen (1831-1888) | Frederik III van Pruisen (1831-1888)           | Frederik III van Pruisen (1831-1888)           | Frederik III van Pruisen (1831-1888)           | Frederik III van Pruisen (1831-1888)           |                                                |                                                |                                        |                                        |                                               |                                               | Victoria van Saksen-Coburg en Gotha (1840-1901) | Victoria van Saksen-Coburg en Gotha (1840-1901) | Victoria van Saksen-Coburg en Gotha (1840-1901) | Victoria van Saksen-Coburg en Gotha (1840-1901) | Victoria van Saksen-Coburg en Gotha (1840-1901)  | Victoria van Saksen-Coburg en Gotha (1840-1901)  |                                                  |                                                  |                                                  |                                                  |                                        |                                        |                                                                       |                                                                       |                                                                       |                                                                       | Frederik van Sleeswijk-Holstein-Sonderburg-Augustenburg (1828-1880)   | Frederik van Sleeswijk-Holstein-Sonderburg-Augustenburg (1828-1880)   | Frederik van Sleeswijk-Holstein-Sonderburg-Augustenburg (1828-1880) | Frederik van Sleeswijk-Holstein-Sonderburg-Augustenburg (1828-1880) | Frederik van Sleeswijk-Holstein-Sonderburg-Augustenburg (1828-1880) | Frederik van Sleeswijk-Holstein-Sonderburg-Augustenburg (1828-1880) |                                                                             |                                                                             |                                                                             |                                                                             |                                                                             |                                                                             | Adelheid van Hohenlohe-Langenburg (1835-1900)         | Adelheid van Hohenlohe-Langenburg (1835-1900)         | Adelheid van Hohenlohe-Langenburg (1835-1900)         | Adelheid van Hohenlohe-Langenburg (1835-1900)         | Adelheid van Hohenlohe-Langenburg (1835-1900) | Adelheid van Hohenlohe-Langenburg (1835-1900) |                                         |                                         |                                         |                                         |  |  |  |  |  |  |  |  |  |  |  |  |  |  |  |  |  |  |  |  |  |  |  |  |  |  |  |  |  |  |  |  |  |  |  |  |  |  |  |  |  |  |  |  |  |  |  |  |
|                                     |                                     |                                     |                                     | Frederik III van Pruisen (1831-1888) | Frederik III van Pruisen (1831-1888) | Frederik III van Pruisen (1831-1888)           | Frederik III van Pruisen (1831-1888)           | Frederik III van Pruisen (1831-1888)           | Frederik III van Pruisen (1831-1888)           |                                                |                                                |                                        |                                        |                                               |                                               | Victoria van Saksen-Coburg en Gotha (1840-1901) | Victoria van Saksen-Coburg en Gotha (1840-1901) | Victoria van Saksen-Coburg en Gotha (1840-1901) | Victoria van Saksen-Coburg en Gotha (1840-1901) | Victoria van Saksen-Coburg en Gotha (1840-1901)  | Victoria van Saksen-Coburg en Gotha (1840-1901)  |                                                  |                                                  |                                                  |                                                  |                                        |                                        |                                                                       |                                                                       |                                                                       |                                                                       | Frederik van Sleeswijk-Holstein-Sonderburg-Augustenburg (1828-1880)   | Frederik van Sleeswijk-Holstein-Sonderburg-Augustenburg (1828-1880)   | Frederik van Sleeswijk-Holstein-Sonderburg-Augustenburg (1828-1880) | Frederik van Sleeswijk-Holstein-Sonderburg-Augustenburg (1828-1880) | Frederik van Sleeswijk-Holstein-Sonderburg-Augustenburg (1828-1880) | Frederik van Sleeswijk-Holstein-Sonderburg-Augustenburg (1828-1880) |                                                                             |                                                                             |                                                                             |                                                                             |                                                                             |                                                                             | Adelheid van Hohenlohe-Langenburg (1835-1900)         | Adelheid van Hohenlohe-Langenburg (1835-1900)         | Adelheid van Hohenlohe-Langenburg (1835-1900)         | Adelheid van Hohenlohe-Langenburg (1835-1900)         | Adelheid van Hohenlohe-Langenburg (1835-1900) | Adelheid van Hohenlohe-Langenburg (1835-1900) |                                         |                                         |                                         |                                         |  |  |  |  |  |  |  |  |  |  |  |  |  |  |  |  |  |  |  |  |  |  |  |  |  |  |  |  |  |  |  |  |  |  |  |  |  |  |  |  |  |  |  |  |  |  |  |  |
|                                     |                                     |                                     |                                     |                                      |                                      |                                                |                                                |                                                |                                                | Wilhelm II van Duitsland (1859-1941)           | Wilhelm II van Duitsland (1859-1941)           | Wilhelm II van Duitsland (1859-1941)   | Wilhelm II van Duitsland (1859-1941)   | Wilhelm II van Duitsland (1859-1941)          | Wilhelm II van Duitsland (1859-1941)          |                                                 |                                                 |                                                 |                                                 |                                                  |                                                  |                                                  |                                                  |                                                  |                                                  |                                        |                                        |                                                                       |                                                                       |                                                                       |                                                                       |                                                                       |                                                                       |                                                                     |                                                                     |                                                                     |                                                                     | Augusta Victoria van Sleeswijk-Holstein-Sonderburg-Augustenburg (1858-1921) | Augusta Victoria van Sleeswijk-Holstein-Sonderburg-Augustenburg (1858-1921) | Augusta Victoria van Sleeswijk-Holstein-Sonderburg-Augustenburg (1858-1921) | Augusta Victoria van Sleeswijk-Holstein-Sonderburg-Augustenburg (1858-1921) | Augusta Victoria van Sleeswijk-Holstein-Sonderburg-Augustenburg (1858-1921) | Augusta Victoria van Sleeswijk-Holstein-Sonderburg-Augustenburg (1858-1921) |                                                       |                                                       |                                                       |                                                       |                                               |                                               |                                         |                                         |                                         |                                         |  |  |  |  |  |  |  |  |  |  |  |  |  |  |  |  |  |  |  |  |  |  |  |  |  |  |  |  |  |  |  |  |  |  |  |  |  |  |  |  |  |  |  |  |  |  |  |  |
|                                     |                                     |                                     |                                     |                                      |                                      |                                                |                                                |                                                |                                                | Wilhelm II van Duitsland (1859-1941)           | Wilhelm II van Duitsland (1859-1941)           | Wilhelm II van Duitsland (1859-1941)   | Wilhelm II van Duitsland (1859-1941)   | Wilhelm II van Duitsland (1859-1941)          | Wilhelm II van Duitsland (1859-1941)          |                                                 |                                                 |                                                 |                                                 |                                                  |                                                  |                                                  |                                                  |                                                  |                                                  |                                        |                                        |                                                                       |                                                                       |                                                                       |                                                                       |                                                                       |                                                                       |                                                                     |                                                                     |                                                                     |                                                                     | Augusta Victoria van Sleeswijk-Holstein-Sonderburg-Augustenburg (1858-1921) | Augusta Victoria van Sleeswijk-Holstein-Sonderburg-Augustenburg (1858-1921) | Augusta Victoria van Sleeswijk-Holstein-Sonderburg-Augustenburg (1858-1921) | Augusta Victoria van Sleeswijk-Holstein-Sonderburg-Augustenburg (1858-1921) | Augusta Victoria van Sleeswijk-Holstein-Sonderburg-Augustenburg (1858-1921) | Augusta Victoria van Sleeswijk-Holstein-Sonderburg-Augustenburg (1858-1921) |                                                       |                                                       |                                                       |                                                       |                                               |                                               |                                         |                                         |                                         |                                         |  |  |  |  |  |  |  |  |  |  |  |  |  |  |  |  |  |  |  |  |  |  |  |  |  |  |  |  |  |  |  |  |  |  |  |  |  |  |  |  |  |  |  |  |  |  |  |  |
|                                     |                                     |                                     |                                     |                                      |                                      |                                                |                                                |                                                |                                                |                                                |                                                |                                        |                                        |                                               |                                               |                                                 |                                                 |                                                 |                                                 |                                                  |                                                  |                                                  |                                                  |                                                  |                                                  |                                        |                                        |                                                                       |                                                                       |                                                                       |                                                                       |                                                                       |                                                                       |                                                                     |                                                                     |                                                                     |                                                                     |                                                                             |                                                                             |                                                                             |                                                                             |                                                                             |                                                                             |                                                       |                                                       |                                                       |                                                       |                                               |                                               |                                         |                                         |                                         |                                         |  |  |  |  |  |  |  |  |  |  |  |  |  |  |  |  |  |  |  |  |  |  |  |  |  |  |  |  |  |  |  |  |  |  |  |  |  |  |  |  |  |  |  |  |  |  |  |  |
|                                     |                                     |                                     |                                     |                                      |                                      |                                                |                                                |                                                |                                                |                                                |                                                |                                        |                                        |                                               |                                               |                                                 |                                                 |                                                 |                                                 |                                                  |                                                  |                                                  |                                                  |                                                  |                                                  |                                        |                                        |                                                                       |                                                                       |                                                                       |                                                                       |                                                                       |                                                                       |                                                                     |                                                                     |                                                                     |                                                                     |                                                                             |                                                                             |                                                                             |                                                                             |                                                                             |                                                                             |                                                       |                                                       |                                                       |                                                       |                                               |                                               |                                         |                                         |                                         |                                         |  |  |  |  |  |  |  |  |  |  |  |  |  |  |  |  |  |  |  |  |  |  |  |  |  |  |  |  |  |  |  |  |  |  |  |  |  |  |  |  |  |  |  |  |  |  |  |  |
| Wilhelm van Pruisen (1882-1951)     | Wilhelm van Pruisen (1882-1951)     | Wilhelm van Pruisen (1882-1951)     | Wilhelm van Pruisen (1882-1951)     | Wilhelm van Pruisen (1882-1951)      | Wilhelm van Pruisen (1882-1951)      |                                                |                                                | Eitel Frederik van Pruisen (1883-1942)         | Eitel Frederik van Pruisen (1883-1942)         | Eitel Frederik van Pruisen (1883-1942)         | Eitel Frederik van Pruisen (1883-1942)         | Eitel Frederik van Pruisen (1883-1942) | Eitel Frederik van Pruisen (1883-1942) |                                               |                                               | Adalbert van Pruisen (1884-1948)                | Adalbert van Pruisen (1884-1948)                | Adalbert van Pruisen (1884-1948)                | Adalbert van Pruisen (1884-1948)                | Adalbert van Pruisen (1884-1948)                 | Adalbert van Pruisen (1884-1948)                 |                                                  |                                                  | August Wilhelm van Pruisen (1887-1949)           | August Wilhelm van Pruisen (1887-1949)           | August Wilhelm van Pruisen (1887-1949) | August Wilhelm van Pruisen (1887-1949) | August Wilhelm van Pruisen (1887-1949)                                | August Wilhelm van Pruisen (1887-1949)                                |                                                                       |                                                                       | Oscar van Pruisen (1888-1958)                                         | Oscar van Pruisen (1888-1958)                                         | Oscar van Pruisen (1888-1958)                                       | Oscar van Pruisen (1888-1958)                                       | Oscar van Pruisen (1888-1958)                                       | Oscar van Pruisen (1888-1958)                                       |                                                                             |                                                                             | Joachim van Pruisen (1890-1920)                                             | Joachim van Pruisen (1890-1920)                                             | Joachim van Pruisen (1890-1920)                                             | Joachim van Pruisen (1890-1920)                                             | Joachim van Pruisen (1890-1920)                       | Joachim van Pruisen (1890-1920)                       |                                                       |                                                       | Victoria Louise van Pruisen (1892-1980)       | Victoria Louise van Pruisen (1892-1980)       | Victoria Louise van Pruisen (1892-1980) | Victoria Louise van Pruisen (1892-1980) | Victoria Louise van Pruisen (1892-1980) | Victoria Louise van Pruisen (1892-1980) |  |  |  |  |  |  |  |  |  |  |  |  |  |  |  |  |  |  |  |  |  |  |  |  |  |  |  |  |  |  |  |  |  |  |  |  |  |  |  |  |  |  |  |  |  |  |  |  |